# 국도 제187호선 (일본)
국도 제187호선(일본어: 国道187号 こくどう187ごう[*])은 야마구치현 이와쿠니시에서 시마네현 마스다시를 이르는 일본의 일반 국도로, 총 연장은 72.3 km이다.

## 개요
이와쿠니시의 시내부에서 니시키강 및 그 지류를 흐르는 우사강(宇佐川)을 따라 북상하며, 시마네현으로 진입하자마자 분수령을 통과하게 되면 다카쓰가강을 따라 마스다시까지 이르고 있다. 이와쿠니시에서는 국도 제2호선을, 가노아시군 쓰와노정에서 종점까지는 국도 제9호선과의 구간이 겹친다.

### 노선 정보
일반 국도의 노선을 지정하고 있는 정령에 의거한 기종점 및 경유지는 다음과 같다.
- 기점 : 이와쿠니시 (다테이시 교차로 = 국도 제2호선상, 국도 제188호선과의 기점 및 국도 제189호선과의 종점)
- 종점 : 마스다시 (나카요시다초 교차로 = 국도 제9호선상, 국도 제191호선(일본어판)과의 교점)
- 중요한 경과지 : 야마구치현 구가군 니시키정[A], 시마네현 가노아시군 니치하라정(일본어판)[B]
- 총 연장 : 72.3 km[C]
- 중용 연장 : 없음
- 미공용 연장 : 없음
- 실제 연장 : 72.3 km[D]
- 현도 : 72.3 km
- 구도 : 없음
- 신도 : 없음
- 지정 구간 : 국도 제2호선, 제9호선과 중복되는 구간 (야마구치현 이와쿠니시·다테이시 교차로 - 니시키바시 교차로, 가노아시군 쓰와노정·마쿠라세 교차로 - 마스다시·나카요시다초 교차로[E])

## 역사
- 1953년 (쇼와 28년) 5월 18일 : 2급 국도 187호 이와쿠니 마스다선(이와쿠니시 ~ 마스다시)으로 지정 시행
- 1965년 (쇼와 40년) 4월 1일 : 1, 2급 등의 구분을 없애고 일반 국도 187호선으로 전환

## 노선 개황

### 중복 구간
- 국도 제2호선 : 야마구치현 이와쿠니시·다테이시 교차로 - 니시키바시 교차로
- 국도 제434호선 : 야마구치현 이와쿠니시 니시키마치후노타니 - 이와쿠니시 데이치 교차로
- 국도 제9호선 : 시마네현 가노아시군 쓰와노정·마쿠라세 교차로 - 마스다시·나카요시다초 교차로

### 미치노에키
- 야마구치현
  - 퓨어라인 니시키(일본어판)
- 시마네현
  - 무이카이치 온센(일본어판)
  - 가키노키무라(일본어판)
  - 실크웨이 니치하라(일본어판)

## 지리

### 통과하는 지자체
- 야마구치현
  - 이와쿠니시
- 시마네현
  - 가노아시군 요시카정 - 가노아시군 쓰와노정 - 마스다시

### 통과하는 도로
고속도로
- 산요 자동차도
- 주고쿠 자동차도

국도
- 국도 제2호선
- 국도 제9호선
- 국도 제188호선
- 국도 제191호선 (일본)(일본어판)
- 국도 제434호선 (일본)(일본어판)
- 국도 제488호선 (일본)(일본어판)